# Симашов Дмитро Петрович
Дмитро Петрович Симашов (Симашев) (1903, місто Вольськ Саратовської губернії, тепер Саратовської області, Російська Федерація — 15 серпня 1958, місто Одеса) — радянський діяч, начальник Управління МВС по Одеській області. Депутат Верховної ради РРФСР 1-го скликання.

## Життєпис
Народився в родині робітника. З 1915 року працював учнем токаря і токарем, потім був машиністом залізниці. У 1919 році вступив до комсомолу.
З 1919 року служив у Червоній армії, учасник громадянської війни в Росії.
Член РКП(б) з 1921 року.
Після демобілізації працював начальником цеху заводу в місті Уфі.
Закінчив робітничий факультет, а потім Ленінградський політехнічний інститут.
Після закінчення інституту — начальник цеху заводу в місті Саратові, начальник цеху заводу в місті Уфі.
З 1937 року — 1-й секретар Сталінського районного комітету ВКП(б) міста Уфи.
У травні (затверджений) — листопаді 1946 року — заступник секретаря Одеського обласного комітету КП(б)У із легкої і місцевої промисловості — завідувач відділу легкої і місцевої промисловості Одеського обласного комітету КП(б)У.
З листопада 1946 року — 3-й секретар, 2-й секретар Одеського міського комітету КП(б)У.
До липня 1954 року — начальник політичного відділу Чорноморського морського пароплавства в Одесі.
У липні 1954 — 19 квітня 1957 року — начальник Управління МВС по Одеській області.
У квітні 1957 — 15 серпня 1958 року — заступник начальника Управління МВС по Одеській області.
Помер 15 серпня 1958 року в місті Одесі.

## Звання
- підполковник внутрішньої служби (5.11.1954)
- полковник внутрішньої служби (8.03.1955)

## Нагороди
- орден «Знак Пошани»
- медалі